# 卡森維爾 (密蘇里州)
卡森維爾（英語：Carsonville）是位於美國密蘇里州聖路易斯縣的非建制地區。

## 地理
卡森維爾所處的海拔為高於海平面156米（即512英呎），而該地所採用的時區為UTC-6，即北美中部時區（CST）。同時該地設有夏令時間，為UTC-6調快一小時，即UTC-5（CDT）。